# Kurt Matschke
Kurt Matschke (* 4. Mai 1908 in Domsel, Schlesien; † 16. Mai 1984 in Lemgo) war ein deutscher SS-Hauptsturmführer, Teilkommandoführer des Sonderkommandos 7a der Einsatzgruppe B und verurteilter Kriegsverbrecher.

## Leben
Matschke war Sohn eines Gutsoberinspektors Heinrich Matschke. Im Jahre 1914 zogen seine Eltern nach Heuerstein, wo sein Vater die Güter der Grafen von Strachwitz und Camminetz verwaltete. Matschke besuchte die Volksschule in Heuerstein und ab 1918 das humanistisch Gymnasium in Gross-Strenlitz. Er legte im Jahre 1927 die Reifeprüfung ab. Matschke studierte er an der Universität Breslau Rechts- und Staatswissenschaften, aber aus finanziellen Gründen schloss das Studium nicht ab. Ab 1930 bis 1934 war er als Angestellter bei einer Berufsgenossenschaft und danach bei der „Schlesischen Landberatung“, später umbenannt in „Schlesische Landgesellschaft“, die den Verkauf von Siedlungsland aus dem Großgrundbesitz betrieb, tätig.
Zum 1. August 1932 trat er der NSDAP (Mitgliedsnummer 1.239.097) und der SS bei. Am 27. Juni 1934 wurde er in den SD aufgenommen. Ende Juni 1934 wurde er bei der Geheimen Staatspolizei in Liegnitz eingesetzt und war indirekt an einer Tötung in der Röhm-Affäre beteiligt. Im Jahre 1935 war er bei der Gestapo-Leitstelle in Saarbrücken tätig. Von September 1935 bis Ende März 1936 nahm er an einem Kommissarlehrgang in Polizeiinstitut in Berlin-Charlottenburg teil. Nach bestandener Prüfung wurde er zunächst als Hilfskommissar bei der Gestapo in Saarbrücken eingesetzt, wo er am 1. Oktober 1936 zum Kriminalkommissar ernannt wurde. Matschke leistete vom 17. August bis 16. Oktober 1937 eine Wehrübung in einem Flakregiment ab. Zu Beginn des Krieges übernahm der Angeklagte die Leitung der gesamten Abteilung II (Gegnerbekämpfung) in Saarbrücken, zu der – entsprechend dem allgemein geltenden Aufbau der Gestapostellen – folgende Referate gehörten:
a) Bekämpfung des Kommunismus und Marxismus,
b) Kirchen, Sekten, Freimaurer, Juden,
c) Wirtschaft,
d) Erkennungsdienst, Schutzhaft.
Im September 1941 wurde er zur Einsatzgruppe B in die Sowjetunion abgeordnet. Bis Ende Juli 1942 gehörte er an Sonderkommando 7a an. Matschke nahm er an den Erschießungen der Juden in Klinzy und Starodub teil. Im August und September 1942 gehörte der Angeklagte dem Stab der Einsatzgruppe B in Smolensk an und führte eine Zeitlang vertretungsweise den „Trupp Smolensk“, das Exekutivorgan des Stabes der Einsatzgruppe B. Nach seiner unwiderlegten Einlassung hat er sich als Führer des Trupps Smolensk lediglich mit abwehrmässigen Aufgaben, insbesondere der Partisanenbekämpfung befasst.
Anfang Oktober 1942 wurde Matschke in die Heimat versetzt, wo er in Saarbrücken bis Ende des Jahres 1942 die Abteilung II leitete. Danach er wurde zur Gestapo-Leitstelle nach Köln versetzt, wo er seinen Dienst Anfang des Jahres 1943 antrat. Zunächst war Matschke kurze Zeit Leiter des Referats II b (Kirchen, Sekten, Juden), wenig später wurde er als Leiter der Abteilung II tätig. Während Matschke Abteilungsleiter in Köln war, wurden unter seiner Mitwirkung auf Befehl des Reichssicherheitshauptamtes in vier Transporten weit über 1000 Juden, insbesondere alte Menschen und dekorierte Frontkämpfer, in das sogenannte „Alters-Ghetto“ Theresienstadt verschleppt.
Anfang 1944 wurde er Leiter der neu gebildeten Abteilung, die die Abteilung II und III der Gestapo umfasste und deren gesamte Exekutive darstellte. Ab Mitte 1944 war er zunächst einige Zeit Verbindungsoffizier zur Gauleitung, die auf der Ordensburg Vogelsang untergebracht war. Danach leitete er eine Sonderkommission zur Aufklärung eines Spionagefalls.
Nach dem Krieg arbeitete er als Treckerfahrer bei einem Bauern in Harvissen. Im August 1947 wurde er vom englischen Geheimdienst verhaftet und in verschiedenen Lagern interniert. Am 11. Juni 1948 wurde er von der Spruchkammer Bergedorf wegen seiner SS-Zugehörigkeit zu zwei Jahren Gefängnis verurteilt. Von dieser Strafe wurden 10 Monate durch die Internierungshaft als verbüßt galt. Anschließend wurde er Bezirkssekretär der Gewerkschaft Landwirtschaft und Gartenbau in Detmold. Seit dem 27. November 1952 befand er sich in Untersuchungshaft. Das Landgericht Köln verurteilte ihn am 9. Juli 1954 wegen seiner Beteiligung an der Deportation Kölner Juden in die Vernichtungslager und Ghettos zu zwei Jahren Zuchthaus. Die Vollstreckung der Restzuchthausstrafe wurde durch Erlass des Justizministers des Landes Nordrhein-Westfalen vom 12. Dezember 1955 mit einer Bewährungsfrist bis zum 31. Dezember 1958 bedingt ausgesetzt und nach Ablauf der Bewährungsfrist am 12. Januar 1959 erlassen. Von 1956 bis 1962 war Matschke Bezirksleiter einer Bausparkasse.
Ab 8. Juli 1962 bis 29. Oktober 1962 befand er sich erneut in Untersuchungshaft. Das Landgericht Essen verurteilte ihn am 10. Februar 1966 wegen seiner Beteiligung an der Vernichtung der Juden in der Sowjetunion zu fünf Jahren Zuchthaus.